# Reserva Nacional Sistema de Islas, Islotes y Puntas Guaneras
Die Reserva Nacional Sistema de Islas, Islotes y Puntas Guaneras (RNSIIPG) ist ein nationales Schutzgebiet an der Küste von Peru. Es wurde am 31. Dezember 2009 eingerichtet. Verwaltet wird es von der staatlichen Naturschutz-Agentur Servicio Nacional de Areas Naturales Protegidas por el Estado (SERNANP). Das Areal besitzt eine Fläche von 1408,33 km². Es wird in der IUCN-Kategorie VI als ein Schutzgebiet geführt, dessen Management der nachhaltigen Nutzung natürlicher Ökosysteme und Lebensräume dient.

## Lage
Das Schutzgebiet liegt an der Pazifikküste von Peru und umfasst 22 Inseln und Inselgruppen sowie 11 Stellen an der Festlandküste von Peru einschließlich der umgebenden Meeresfläche. Diese liegen verstreut in den Regionen Ancash, Arequipa, Callao, Ica, La Libertad, Lambayeque, Lima und Moquegua und Piura.
Im Folgenden sind die Teilgebiete von Norden nach Süden aufgeführt:
| Name                      | Region      | Koordinaten           |
| ------------------------- | ----------- | --------------------- |
| Isla Lobos de Tierra      | Lambayeque  | -6.4414 -80.8531      |
| Islas Lobos de Afuera     | Lambayeque  | -6.9478 -80.7216      |
| Islas Macabí              | La Libertad | -7.814229 -79.499149  |
| Islas Guañape             | La Libertad | -8.5344 -78.9622      |
| Islas Chao                | La Libertad | -8.7657 -78.7912      |
| Isla Corcovado            | La Libertad | -8.941389 -78.696389  |
| Isla Santa                | Ancash      | -9.0293 -78.677       |
| Punta Culebras            | Ancash      | -9.950556 -78.232778  |
| Punta La Litera           | Ancash      | -10.61175 -77.886917  |
| Punta Colorado            | Ancash      | -10.491722 -77.964056 |
| Isla Don Martín           | Lima        | -11.020159 -77.67144  |
| Punta Salinas             | Lima        | -11.295614 -77.645122 |
| Isla Huampanú             | Lima        | -11.332274 -77.705257 |
| Isla Mazorca              | Lima        | -11.383611 -77.744722 |
| Islas Grupo de Pescadores | Lima        | -11.775278 -77.264167 |
| Islas Cavinzas            | Callao      | -12.116111 -77.209167 |
| Islas Palomino            | Callao      | -12.1294 -77.23307    |
| Islas Pachacámac          | Lima        | -12.30295 -76.90206   |
| Isla Asia                 | Lima        | -12.792528 -76.622639 |
| Islas Chincha             | Lima        | -13.6431 -76.3984     |
| Islas Ballestas           | Ica         | -13.7321 -76.3975     |
| Punta Lomitas             | Ica         | -14.715739 -75.852931 |
| Punta San Juan            | Ica         | -15.366667 -75.191111 |
| Punta Lomas               | Arequipa    | -15.571997 -74.852061 |
| Punta Atico               | Arequipa    | -16.235 -73.698056    |
| Punta La Chira            | Arequipa    | -16.517028 -72.930972 |
| Punta Hornillos           | Arequipa    | -16.873611 -72.286389 |
| Punta Coles               | Moquegua    | -17.701389 -71.3725   |

## Ökologie
Im Pelagial kommen u. a. der Burmeister-Schweinswal (Phocoena spinipinnis), der Schwarzdelfin (Lagenorhynchus obscurus), der Große Tümmler (Tursiops truncatus) und der Gemeine Delfin (Delphinus delphis) vor. Des Weiteren ist zu nennen: der Südamerikanische Seebär (Arctocephalus australis), die Mähnenrobbe (Otaria flavescens), der Küstenotter (Lontra felina), der Wanderalbatros (Diomedea exulans), der Südliche Königsalbatros (Diomedea epomophora epomorpha), der Schwarzbrauenalbatros (Thalassarche melanophris), der Buller-Albatros (Thalassarche bulleri), der Weißkappenalbatros (Thalassarche cauta), der Graukopfalbatros (Thalassarche chrysostoma), der Riesensturmvogel (Macronectes giganteus), der Silbersturmvogel (Fulmarus glacialoides), der Kapsturmvogel (Daption capense), der Cooksturmvogel (Pterodroma cookii), der Weißkinn-Sturmvogel (Procellaria aequinoctialis), der Dunkle Sturmtaucher (Puffinus griseus), der Rußwellenläufer (Hydrobates markhami) und die Sturmschwalben der Gattung Oceanites. Auf den Inseln und an den Küsten des Schutzgebietes kommen außerdem noch vor: der Garnot-Sturmvogel (Pelecanoides garnotii), der Braunpelikan (Pelecanus occidentalis), der Guanotölpel (Sula variegata), der Maskentölpel (Sula dactylatra), die Olivenscharbe (Phalacrocorax brasilianus), der Guanokormoran (Leucocarbo bougainvillii), die Buntscharbe (Phalacrocorax gaimardi) und der Humboldt-Pinguin (Spheniscus humboldti). Zu den Fischarten in den Gewässern zählen die Peruanische Sardelle (Engraulis ringens), die Pazifische Sardine (Sardinops sagax), der Pazifik-Bonito (Sarda chiliensis), die Stachelmakrelen-Art Trachurus symmetricus, die Japanische Makrele (Scomber japonicus), die Gattung Seriolella aus der Familie der Schwarzfische, die Heringsart Ethmidium maculatum, Odontesthes regia aus der Familie der Neuweltlichen Ährenfische und die Corvina (Cilus gilberti).